# Khamtay Siphandone
Khamtay Siphandone, né le 8 février 1924 sur l'île de Done Khone (province de Champassak, Indochine française) et mort le 2 avril 2025 à Vientiane (Laos), est un homme d'État laotien, président de la République de 1998 à 2006.

## Biographie
Khamtay Siphandone naît le 8 février 1924 dans la province de Champasak, sur l'île de Done Khone, dans le district qui porte aujourd'hui son nom (Si Phan Don signifie « quatre mille îles » en lao).
En 1947, il s'engage dans la guérilla nationaliste contre les autorités coloniales françaises. En 1954, le Laos obtient son indépendance après les accords de Genève, et Khamtay Siphandone devient membre du Parti communiste indochinois puis du Parti du peuple lao, noyau dirigeant du Pathet Lao. 
En 1959, il est chargé de la propagande et de la radio du Pathet Lao et l'année suivante, il devient responsable des affaires militaires du Comité central du Pathet Lao.
Le général Khamtay entre au bureau politique du Parti à son congrès de 1972. De 1975 à 1991, il est vice-Premier ministre, ministre de la Défense et commandant en chef suprême de l'armée populaire du Laos. 
En 1991, il accède au poste de Premier ministre et devient en 1992 président du Comité central du Parti révolutionnaire populaire lao à la suite du décès de Kaysone Phomvihane.
Il est élu le 24 février 1998  président de la République démocratique populaire du Laos par l'Assemblée nationale. En 2006, Choummaly Sayasone lui succède d'abord comme chef du parti, puis comme chef de l'État.
Khamtai Siphandone meurt le 2 avril 2025 à l'âge de 101 ans, à son domicile de Vientiane au Laos.